# John Obadiah Westwood
John Obadiah Westwood (Sheffield, 22 dicembre 1805 – Oxford, 2 gennaio 1893) è stato un entomologo e archeologo britannico.
Ha trascorso i suoi primi anni a Lichfield. Ha studiato per essere un avvocato, ma abbandonò la sua carriera per i suoi interessi scientifici.
Nel 1861 divenne curatore e docente presso l'Università di Oxford. È stato membro del Magdalen College, Oxford e membro della Linnean Society of London, divenne presidente della Royal Entomological Society of London.